# Katie Lamb
Katie Lamb (* 16. September 1997) ist eine amerikanische Sportkletterin, die sich aufs Bouldern spezialisiert hat. Sie ist die erste Frau, die einen Boulder im Schwierigkeitsgrad 8C+ geklettert hat.

## Leben
Lamb wuchs in Boston auf und begann bei den Felsen in Neuengland zu klettern. 2012 wurde sie panamerikanische Jugendmeisterin im Lead. 2015 nahm sie an ihrem ersten und einzigen Weltcup teil; sie erreichte den 39. Platz.
Ihre wichtigsten Erfolge sind allerdings draußen am Fels. Ihr gelangen bereits mehrere erste Frauenbegehungen, wie Dominator (8A+) im Yosemite-Nationalpark. Im Juli 2021 kletterte sie mit Jade ihren ersten Boulder im Grad 8B+. Im Februar 2023 kletterte sie als erste Frau Spectre (8B+) in Bishop. Der Boulder wurde von Dave Graham 2001 erstbegangen und 8B gewertet. Allerdings ist die Beta von Graham für kleinere Kletterer unmöglich, weshalb Lamb den Boulder 8B+ gewertet hat. Im April 2025 gelang ihr die Begehung des Boulders The Dark Side (8C+). Nach der Abwertung des Boulder Box Therapy (8C), welcher zum Zeitpunkt von Lambs Begehung noch mit 8C+ bewertet worden war, durch Brooke und Shawn Raboutou wird die Begehung von The Dark Side als die erste Frauenbegehung eines Boulders im Schwierigkeitsgrad 8C+ anerkannt.

## Erfolge (Auswahl)

### 8C+/V16
- The Dark Side – Yosemite-Nationalpark, USA – April 2025 – Erste Frauenbegehung eines 8C+-Boulders[5]

### 8C/V15
- Box Therapy – Rocky Mountain National Park, USA – September 2023 – Erste Frauenbegehung, zum Zeitpunkt der Begehung noch mit 8C+ bewertet
- Fallen Angel – Lake Tahoe, USA – November 2024 – Erste Frauenbegehung[8]
- Equanimity – Kirkwood Lake, Kalifornien, USA – September 2024 – Erste Frauenbegehung[9]

### 8B+/V14
- Spectre – Bishop, USA, Februar 2023 – Erste Frauenbegehung
- The Book Club – Rocklands, Südafrika – 10. August 2022[10]
- The Penrose Step – Leavenworth, USA – 18. April 2022
- Direct North  – Bishop, USA – 12. Januar 2022
- New Base Line – Magic Wood, Schweiz – 10. September 2021
- Jade – Rocky Mountain National Park, USA – 31. Juli 2021[4]